# Tadeusz Wojtas
Tadeusz Wojtas (nascido em 8 de fevereiro de 1955) é um ex-ciclista de estrada polonês. Competiu nos Jogos Olímpicos de Verão de 1980, terminando em quinto na prova de estrada individual. Terminou em segundo lugar na competição Volta à Polónia de 1978.